# Erzhorn
Das Erzhorn ist mit 2924 m nach dem benachbarten Aroser Rothorn die zweithöchste Erhebung der Plessur-Alpen im Kanton Graubünden in der Schweiz. Gleichzeitig ist es der westlichste und höchste einer Reihe von ähnlich gebauten Dolomitgipfeln im nordöstlich verlaufenden Grat, welcher das Aroser Rothorn mit dem Schafrügg verbindet. Es steht an der Grenze der Gemeinden Arosa und Albula/Alvra.

## Lage und Beschreibung
Das Erzhorn liegt zwischen dem Aroser Schafälpli und dem Welschtobel. Am Gipfel zweigt vom genannten Hauptgrat ein Grat gegen Südosten ab, der zum Piz Culmet läuft und bei der Ramozhütte SAC endet. Ein wenig ausgeprägter und nur sehr schlecht begehbarer Nordgrat fällt steil zu den Erzböden oberhalb der Plessur ab. Der Westgrat verbindet den Gipfel mit dem Erzhornsattel. Die direkte Besteigung der schwierigen Nordwand gelang erstmals am 16. April 1902 Leutnant Erbgraf Waldbott von Bassenheim zusammen mit dem Gamsjäger Andreas Rüedi.
Während das 1,4 km südwestlich gelegene benachbarte Aroser Rothorn aus kristallinen Elementen der Silvretta-Decke besteht, handelt es sich beim Erzhorn um das südwestliche Ende der Aroser-Dolomiten-Decke, welche als Hauptüberschiebung der ostalpinen über die penninischen Einheiten direkt über der Aroser Schuppenzone liegt und sich in nordöstlicher Richtung bis zur Chüpfenfluh am Strelapass erstreckt.
Vom Gipfel aus geniesst der Besucher einen sehr guten Ausblick, insbesondere in Richtung Älplisee-Arosertal. Durch seine doppelgipflige, von Arosa gut sichtbare Gestalt gilt das Erzhorn (inoffiziell) als Wappenberg der Gemeinde Arosa.
Wie bereits sein Name verrät, wurden wie an den Rothörnern, dem Guggernellgrat und am Tschirpen auch am Erzhorn im Mittelalter Eisenerze sowie andere Bodenschätze abgebaut und in den Schmelzöfen in der Isel bei Arosa verhüttet.
Beim Erzhorn ist die Sage von der Wunschhöhle bei Arosa beheimatet.

## Routen zum Gipfel

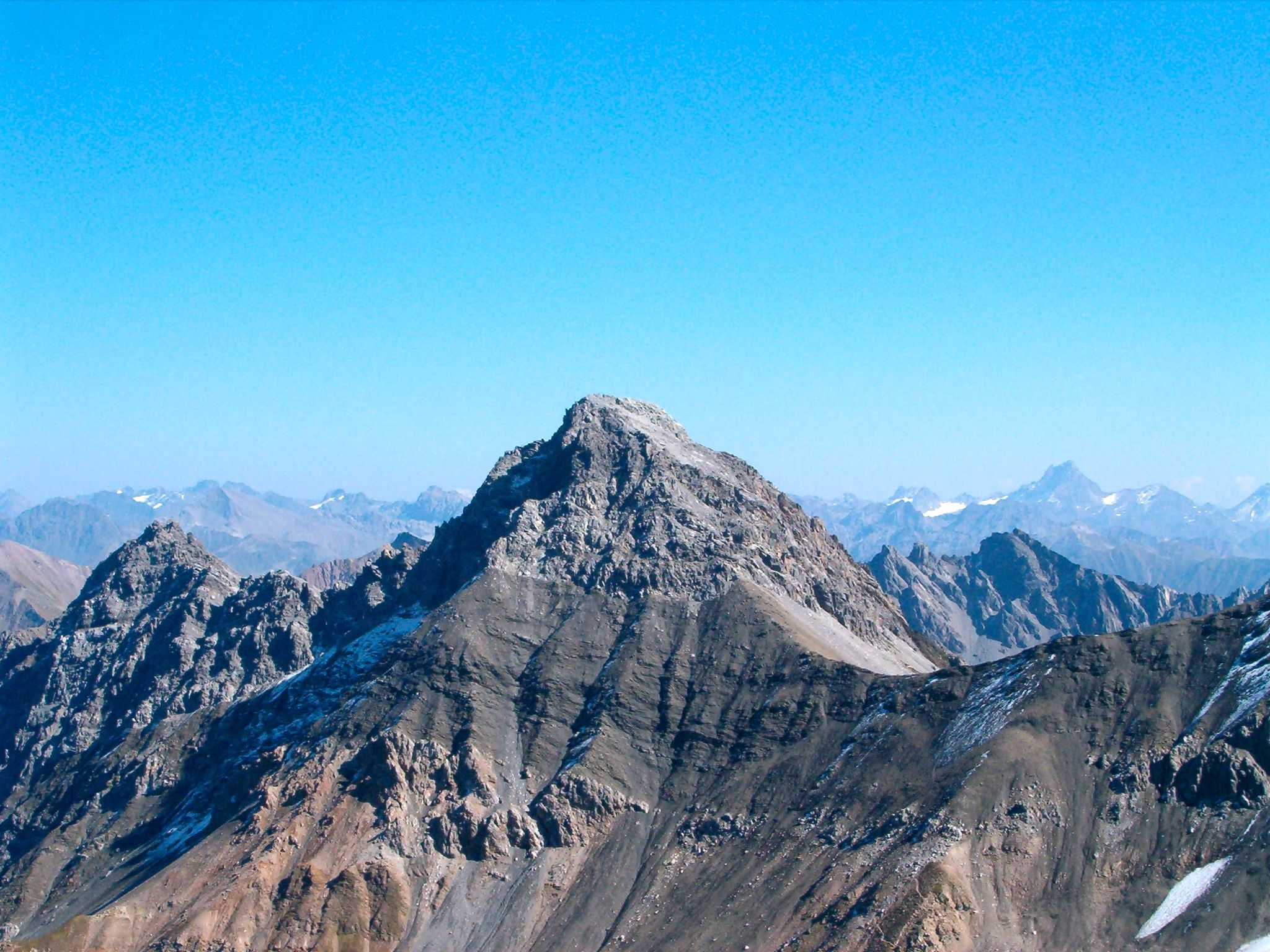
Das Erzhorn vom Älplihorn gesehen. Rechts der Erzhornsattel mit der Hauptaufstiegsroute über den Westgrat

### Über den Westgrat
- Ausgangspunkte: Erzhornsattel (2744 m), Ramozhütte (2293 m)
- Route: Von Innerarosa in 3.5 Std. via Schwelli- und Älplisee durch die Nordflanke (T4) oder von der Ramozhütte durch das Erzhorntälli T3 zum Erzhornsattel. Von dort dem Grat entlang zum Gipfel
- Schwierigkeit: T5
- Zeitaufwand: 0.75 Std., 2.25 Std. von der Ramozhütte
- Besonderes: Meistbegangene Route mit deutlichen Begehungsspuren

### Über den Südostgrat
- Ausgangspunkte: Ramozhütte, Piz Culmet (2652 m)
- Route: Auf dem Alpinen Steig Richtung Erzhornsattel. Über Geröll und Rasen erreicht man den Südostgrat nördlich des Piz Culmet. Man folgt dem Grat über Geröll und Felsen
- Schwierigkeit: T5
- Zeitaufwand: 2 Std., 1.25 Std. vom Piz Culmet
- Besonderes: Alternative zur Normalroute, ermöglicht die Überschreitung Südostgrat-Westgrat

### Überschreitung Schafrügg–Erzhorn
- Ausgangspunkte: Arosa oder Schafrügg
- Route: Über den Grat via Schaftällihorn, Älpliseehorn und Gamschtällihorn zum Erzhorn
- Schwierigkeit: T6
- Zeitaufwand: 9 Std. von Arosa, 6.5 Std. vom Schafrügg
- Besonderes: Route Schafrügg–Erzhorn empfehlenswerter als Gegenrichtung. Von jedem Sattel zwischen zwei Gipfeln kann ins Welschtobel abgestiegen werden

## Galerie

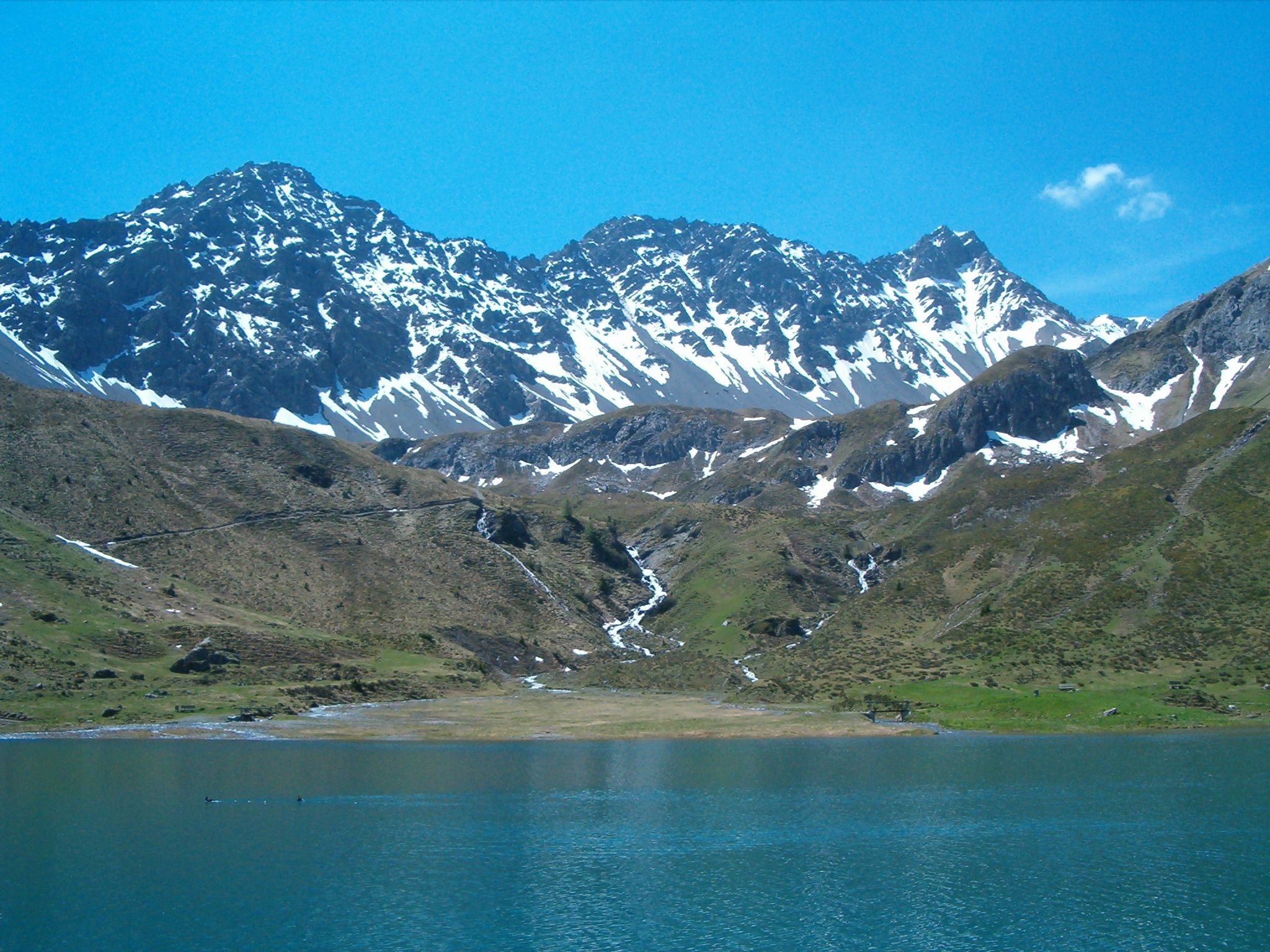
Erzhorn (rechts) mit Gamschtällihorn und Älpliseehorn über Plessur und Schwellisee
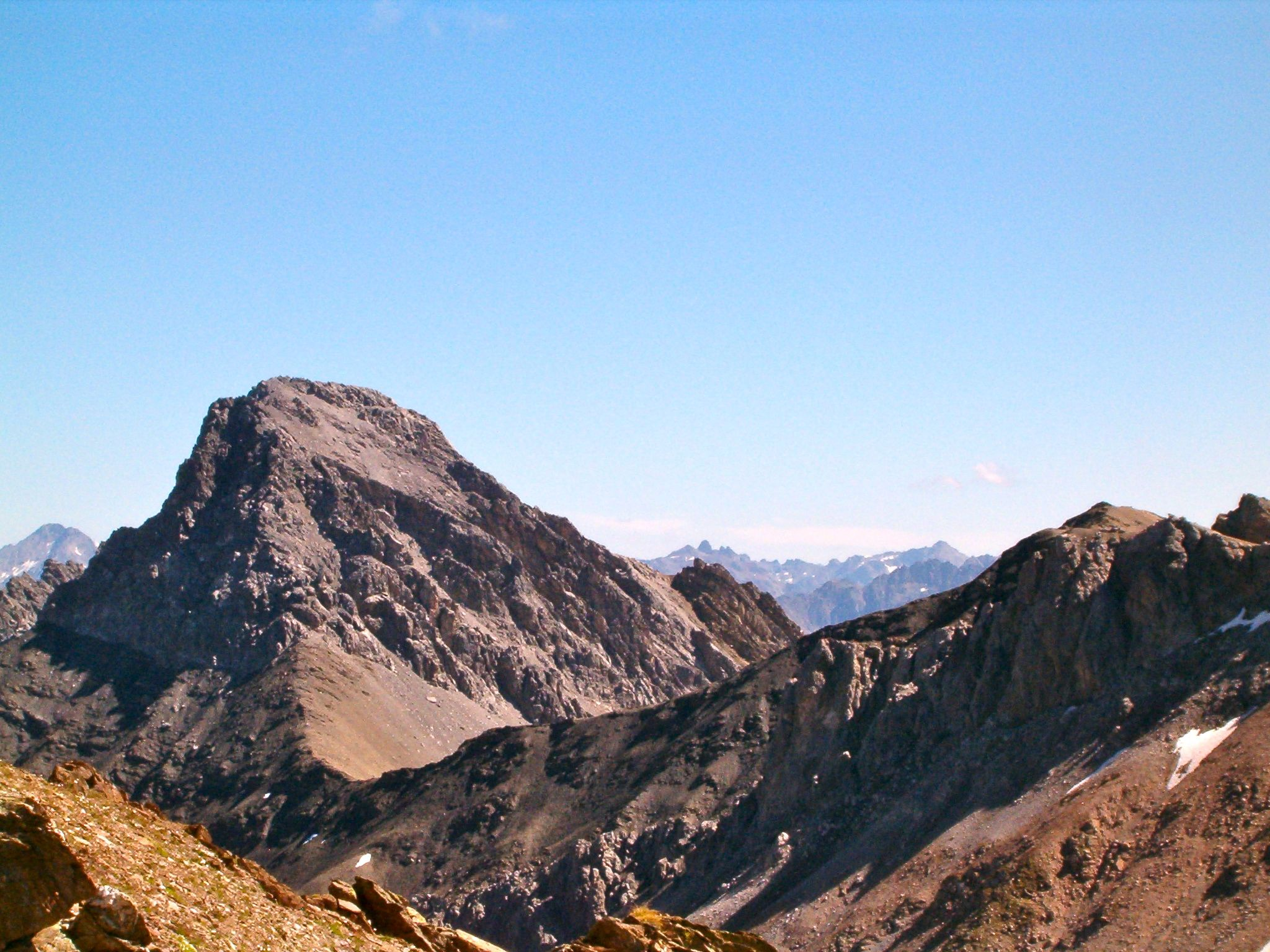
Erzhorn mit Nordostgrat des Aroser Rothorns
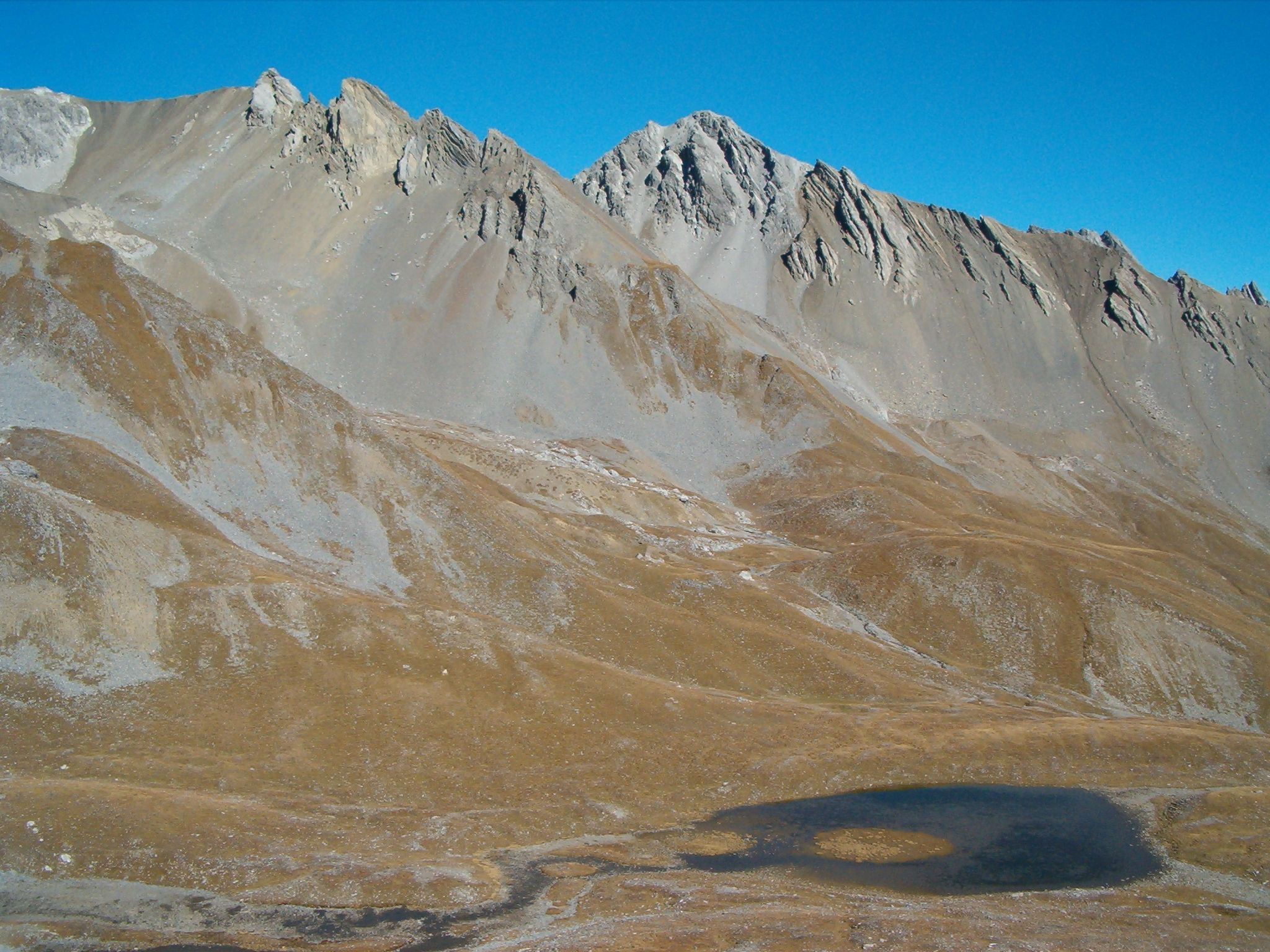
Erzhorn (hinten), Südwestansicht von der Furcletta aus
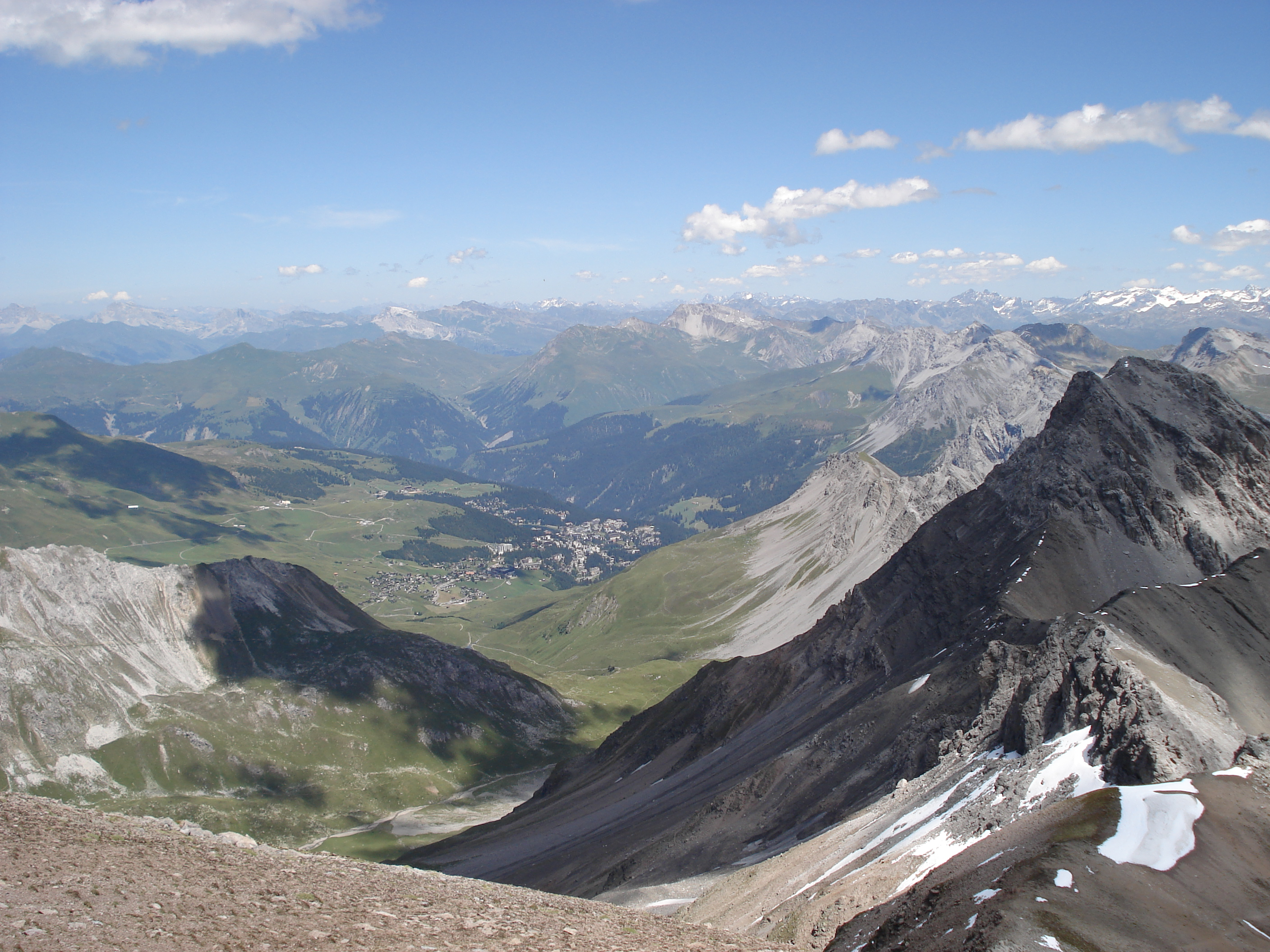
Blick vom Aroser Rothorn zum Erzhorn (rechts)
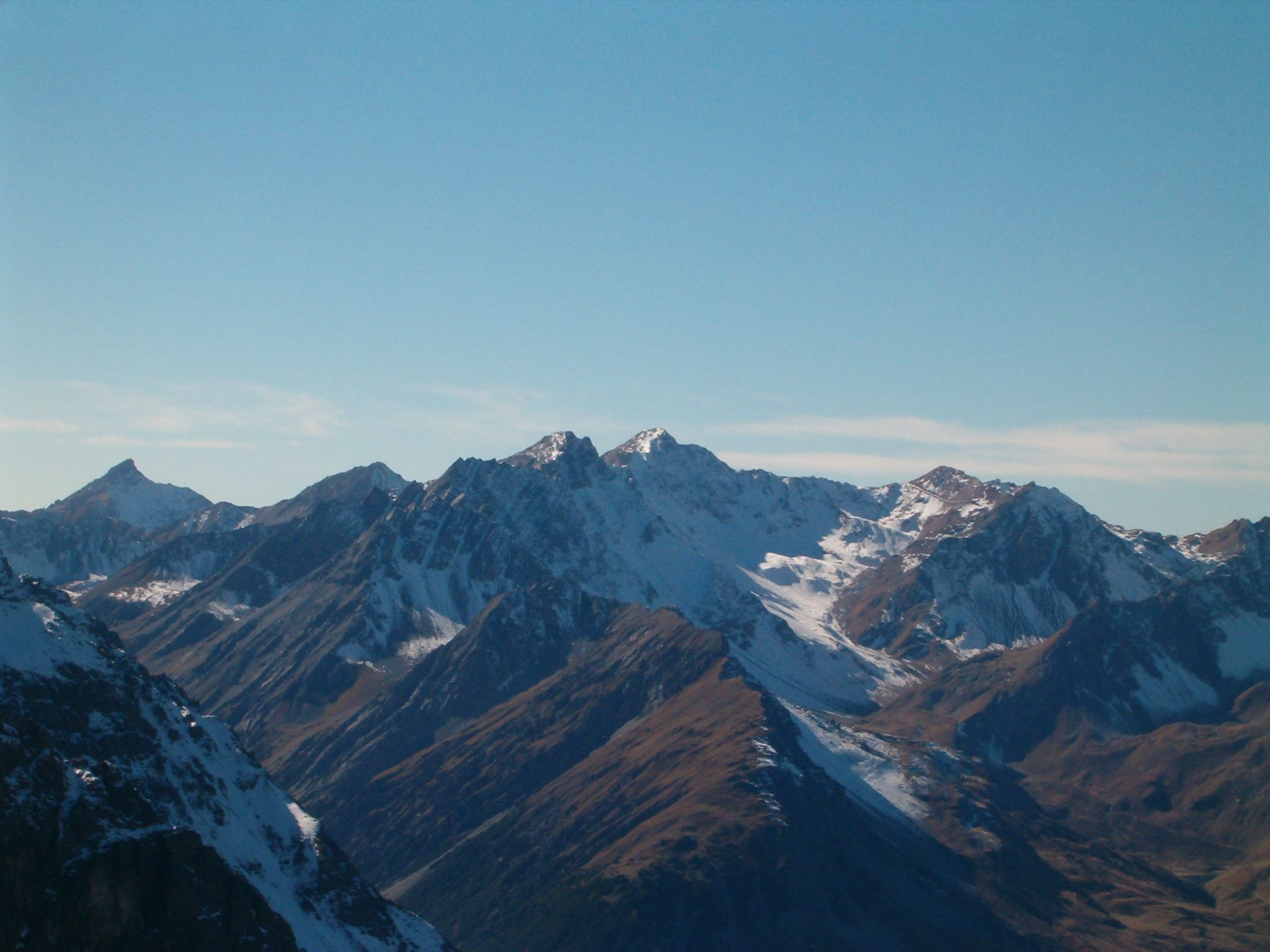
Rothorngruppe mit Erzhorn (Mitte links)